# Luzonspringhöna
Luzonspringhöna (Turnix worcesteri) är en fågel i familjen springhöns inom ordningen vadarfåglar.

## Utseende och läte
Luzonspringhönan är en rätt liten springhöna. Fjäderdräkten är brun och kraftigt tecknad med centralt mörka fjädrar streckade i ljusbeige. På undersidan syns varierande mängd rostrött, mer utbrett hos honan, och vitt på strupe och buk. Den förekommer tillsammans med både bandad springhöna och fläckig springhöna, liksom asiatisk blåvaktel, men luzonspringhönan är något mindre och har en kraftig, silvergrå näbb.

## Utbredning och systematik
Fågelns utbredningsområde är på Luzon (norra Filippinerna). Den behandlas som monotypisk, det vill säga att den inte delas in i några underarter.

## Levnadssätt
Liksom andra springhöns antas luzonspringhönan ha ett polyandriskt häckningsbeteende, där honan parar sig med flera hanar. Det är honan som är mer färgglatt tecknad, initierar parning och bygger boet, medan den blekare tecknade hanen ruvar äggen och tar hand om ungarna.

## Status
Luzonspringhönan är en sällan påträffad och mycket dåligt känd fågelart. Internationella naturvårdsunionen IUCN anser att det finns för lite kunskap om både dess exakta utbredningsområde, levnadsmiljö och bestånd för att bedöma dess hotstatus.

## Namn
Fågelns svenska och vetenskapliga artnamn hedrar Dean Conant Worcester (1866-1924), amerikansk botaniker, zoolog, upptäcktsresande, samlare av specimen och administratör i Filippinerna.